# Хроники Раздолбая
«Хроники Раздолбая. Похороните меня за плинтусом 2» — роман Павла Санаева, изданный в 2013 году. Позиционируется как  продолжение (или «непрямое продолжение») повести «Похороните меня за плинтусом».

## Отношение к книге «Похороните меня за плинтусом»
Автор пояснил, что данная книга представляет собой самостоятельное произведение, а название предыдущего романа появилось на обложке по маркетинговым соображениям.
Детство главных героев различно.  Саша Савельев с четырёх лет до по крайней мере девяти живёт с бабушкой и дедушкой, после чего его забирают к себе мать и отчим.  Раздолбай до пяти лет жил с матерью, потом с ней же и с отчимом. С бабушкой и дедушкой Раздолбай никогда не жил.
Автор считает, что «Хроники раздолбая» –  более значимая история.

Хотя бы потому, что «Похороните меня за плинтусом» – это частная история одной семьи. А здесь история целой страны на протяжении 20 лет, на изломе эпохи, в сложное и интересное время. И в центре истории - яркие и совершено разные персонажи. Поэтому это все гораздо важнее. И к тому же есть еще одно важное в этой книге для меня – вера.— .

## Сюжет
Главный герой — молодой человек, которого автор называет Раздолбай, живущий с матерью и отчимом, директором крупного издательства. Жизнь юноши протекает за прослушиванием хэви-метала и листанием эротических журналов. К моменту окончания школы в 1989 году встаёт вопрос о дальнейшем жизненном пути — и персонаж обнаруживает свою неприспособленность к жизни. После долгого раздумья он вспоминает, что когда-то увлекался рисованием, и родители решают нанять репетитора, дабы подготовить отрока к поступлению в Суриковский институт в следующем году. Через год Раздолбай успешно поступает в институт, и на остаток лета его отправляют в санаторий под Ригой, где юноша знакомится с новыми друзьями: Мартином, принципиально отрицающим мораль и объявляющим любые моральные принципы лицемерием, весельчаком Валерой, христианином Мишей, серьёзно занимающимся игрой на скрипке, и красавицей Дианой, в которую влюбляется. 
Возвращение в Москву не изменяет мечту Раздолбая о расположении Дианы. Прочтение по Мишиному совету Библии открывает для него внутренний диалог с Богом. В итоге он завоёвывает сердце Дианы и лишает её невинности, но сразу после этого она сообщает ему, что её семья уезжает навсегда в Лондон. Раздолбая же она просто использовала. Проплакавшись, Раздолбай уезжает в Москву, где напивается.
Тем временем стремительно развиваются события непонятной Раздолбаю политики: врываются «очередь в Макдоналдс», «танки в Москве» и «пустые полки». Ситуацию он сравнивает с нашествием в пресный водоём солёной воды, в результате чего беззубых лещей поджали хищные барракуды.  Миша уезжает в Италию, а Валера, поссорившись с Мартином, в Гамбург.
Встретившись с Мартином, Раздолбай обнаруживает, что тот за рекордно короткий срок стал «барракудой». Раздолбай встречается с Мартином и рассказывает, чего он хочет в жизни: денег и женщин модельной внешности.  Мартин убеждён, что Раздолбаю этого не добиться никогда, потому что по-настоящему красивые женщины невозможны без больших денег. Больших денег у Раздолбая тоже не будет: пока он жил по тем порядкам, которые были, среди людей, которые заставляли его жить по этим порядкам, были те, кто отменял их для себя.  Они оперируют не категориями хорошо или плохо, а категориями выгодно или нет. Деньги будут у этих людей и у тех, кто, как Мартин, решает для них вопросы.  Сам Раздолбай понятия не имеет о механизмах решения вопросов, и если даже годам к тридцати и разберётся в каких-то шестерёнках, его к ним уже не пустят, и решать он ничего не сможет.
Впрочем, Мартин упоминает ещё один путь.

Как писал старина Бальзак в романе про упомянутого нами сегодня Растиньяка: «Этот мир надо завоевывать умением подкупать или блеском гения».

Если бы ты сказал: «Я хочу стать признанным художником» — и маниакально повторял: «Я хочу написать гениальный холст и продать его с аукциона», — я не говорил бы всех этих слов. Но результат получился такой, какой получился, и это не я ставлю тебе диагноз, а ты сам.
Мартин советует другу не обрекать себя на танталовы муки и жить в кайф на доступном ему уровне.  Раздолбай не согласен и настаивает на пари.
Мартин ставит такие условия: если через 20 лет, 16 мая 2012 года, Раздолбай приведёт девушку модельной внешности, с которой будет в отношениях не менее четырёх месяцев, Мартин подарит ему табличку с надписью «Победитель» из ста граммов чистого золота. В противном случае у Раздолбая над кроватью жирным черным маркером будет написано «неудачник». Если Раздолбай сотрёт надпись или переедет, она появится снова. Раздолбай соглашается.
На следующий день выясняется, что обеспечивать соблюдение пари в случае проигрыша Раздолбая будет работающий с Мартином полковник госбезопасности, для которого войти в запертое помещение не проблема. Если полковник за это время умрёт, наведываться в квартиру Раздолбая и проверять наличие надписи будет другой человек вроде него. Мартин относится к пари очень серьёзно.
Красавица-блондинка, у которой Раздолбай сумел взять телефон, грубо его посылает, узнав, что у него нет денег. Когда он выходит на Арбат рисовать портреты на заказ, его прогоняют бандиты. Раздолбай пытается вести себя как «барракуда», но это ему не удаётся. От отчаяния он решает записаться на курсы массажистов. Родители пытаются вразумить его и устроить на работу в издательство отца, но он не хочет их слушать, считая их «лещами». Увидев на Новом Арбате девушек с лошадьми, просящих на корм у издевающихся над ними бандитов на джипе, Раздолбай придумал сюжет для картины: тройку лошадей, запряжённую во внедорожник.
Внутренний голос сообщает Раздолбаю, что массажные курсы только навредят, а попытки стать «барракудой» ни к чему не приведут, и его единственный шанс — это всерьёз заняться живописью, нарисовать «Тройку» и превзойти себя. Заканчивается книга тем, что внутренний голос обещает Раздолбаю, что в любом случае его не оставит.
Роман изобилует натуралистическими сценами и ненормативной лексикой, из-за чего попадает под возрастные ограничения 18+.

## Создание

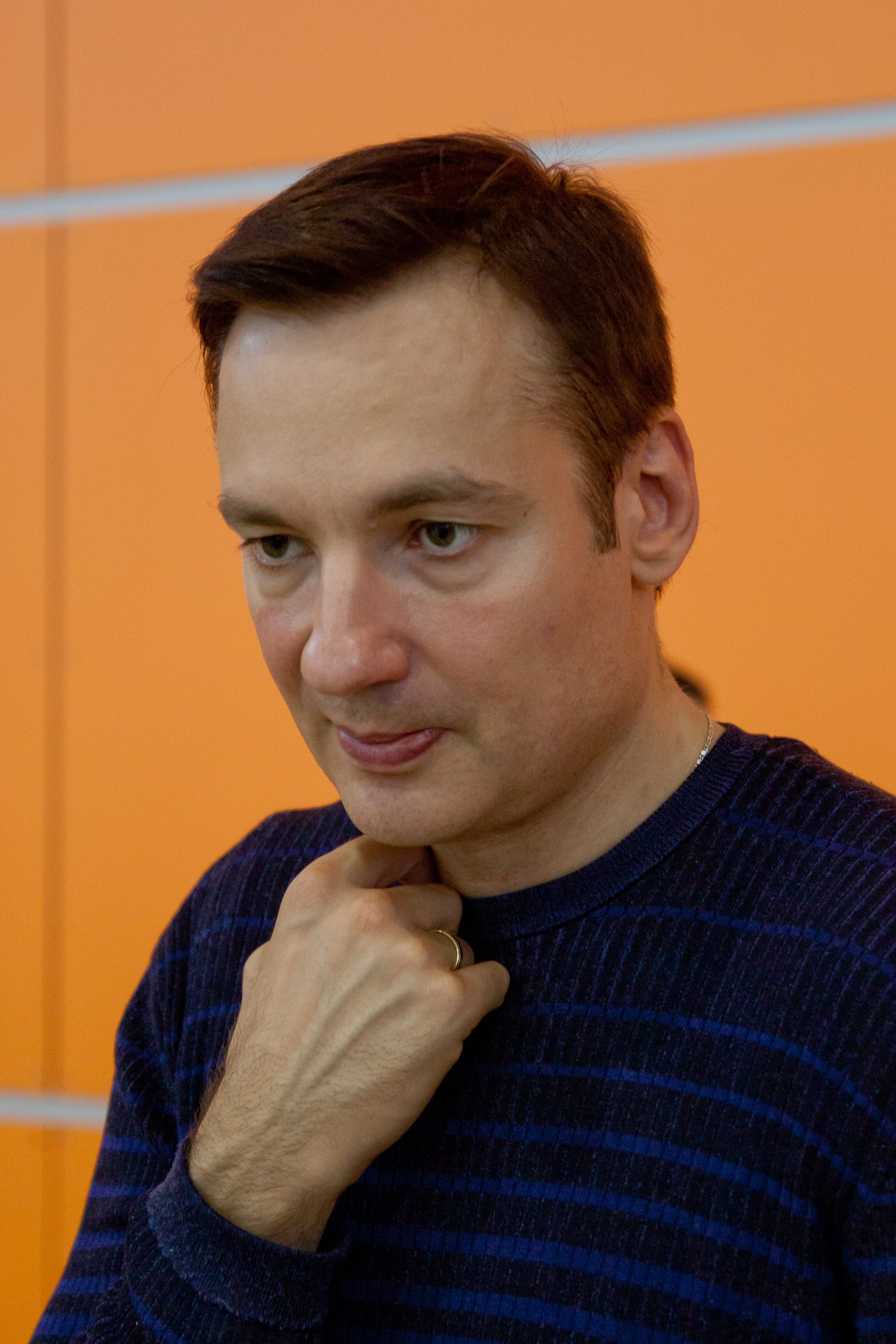
Когда я писал «Плинтус», я думал только о том, как бы поинтереснее рассказать эту историю. Рассказать так, чтобы все ахнули. Никаких других задач у меня не было. С романом точно такая же ситуация. Я не считаю себя профессиональным писателем, который должен каждые пару лет выдавать «на гора» книгу. Для меня литература — это беременность. Была первая беременность — родился «Плинтус». Сейчас новая беременность — роман-дилогия «Хроники Раздолбая». Эта история представляется мне на порядок выше «Плинтуса». В повести была частная история одной семьи, а роман касается всех нас и той новой реальности, в которой мы живем уже более двадцати лет.

Материалами для романа послужили впечатления, встречи и общение, собираемые на протяжении пятнадцати лет. Санаев принял принципиальное решение не отвечать на вопросы о том, насколько автобиографична эта книга. Заглавному персонажу было дано собирательное имя Раздолбай, с целью разобщить героя, дать ему облик и мировоззрение типичного советского человека, который просто жил, просто учился и полагал, что дальше гарантированно пройдёт работать на оклад 250 рублей в месяц, не претендуя на большее.
Ещё одна тема романа — обретение человеком веры в Бога. Не по написанным правилам, а в плане понимания на примере собственной жизни, определённых экспериментов над собой.
В целом написание первой части «Хроник Раздолбая» заняло 2,5 года.

## Издания и продолжение
Изначально книга задумывалась как «нечто вроде „Плинтуса“ о подростковом возрасте».  Первые наброски автор начал стал делать в 1992-1995 годах, к 1998 году было написано 300 страниц.

…но в 1998 году я понял, что такая книга не имеет смысла, и весь материал отправился в корзину. Вместо того, чтобы носиться с личными, на тот момент не до конца пережитыми, подростковыми комплексами, я захотел порассуждать о таких общих предметах как вера в Бога, поиск места в жизни и становление общества на переломе исторических эпох. А личный опыт, перекроив, использовать для того, чтобы сделать героев более живыми.— 
Объём книги, по замыслу автора, составлял бы порядка пятисот страниц — издательство попросило разделить её на две. Кроме того, превращение книги в дилогию позволило бы опубликовать первую часть гораздо раньше второй, что важно в условиях наблюдающегося в начале 2010-х интенсивного сокращения книжного рынка. Тем не менее, по мнению автора, сюжет «Хроник Раздолбая» завершён, их вполне можно назвать самодостаточным произведением.
Издатель, ознакомившись с первыми десятью главами романа, отметил, что они похожи на смесь «Плинтуса» с «Духless». Санаев объяснил это сравнение тем, что произведение описывает современную реальность своим фирменным стилем с тем же специфическим юмором.
В лето выхода книга поднималась на первое место в рейтинге продаж крупнейших магазинов столицы «Дом книги», «Библио-Глобус», и «Москва».
Вторая часть дилогии, по замыслу Санаева, должна была стать логическим завершением темы личностного роста на фоне слома эпох. Повествование дойдёт до 2010 года.
Выход второй части планировался осенью 2014 года. В последующие годы автор активно работал над второй частью, но не смог её завершить, а в 2022 году принял решение остановить работу на несколько лет. Причины этого автор объясняет на своём сайте:

В 2014-2017 годах, когда над продолжением шла активная работа, мне казалось, что я все понимаю и про веру в Бога, и про поиск места в жизни, и про становление общества. Начиная с 2018 я стал замечать, что понятные раньше вещи вызывают сомнения, а в 2022 мои представления о Боге, обществе и месте в жизни столкнулись с такой реальностью, что они них не осталось ничего – только пыль и перемешанные осколки. Будь книга
закончена в 2018, выйди она тогда в свет, сейчас она уже осталась бы за бортом истории.

Я не растерял ни одного из тех убеждений, с которыми начал писать роман, но прежде, чем вплетать эти убеждения в ткань дальнейшего сюжета, мне необходимо лично проверить их в новых жизненных обстоятельствах. Кроме того, в романе, где описан август 1991 и октябрь 1993 (в шестой главе второй части) должен быть описан и февраль 2022. А эти события можно проанализировать и описать только когда под ними будет подведена историческая черта.— 

## Реакция
Константин Мильчин называет роман «хорошей, умной беллетристикой». К положительным чертам произведения он относит качественное описание картины внутренней жизни СССР глазами «маленького человека» накануне крушения строя, выполненное без чернухи и ностальгии; к отрицательным — отсутствие характера главного героя (наравне с именем): он неоднозначно ведёт себя в разных ситуациях и вынужден заимствовать черты других персонажей, которые описаны гораздо красочнее.
Прямолинейные и дидактичные метания Раздолбая Майя Кучерская находит достойными сравнения с советской прозой Крапивина и Железникова, однако, в отличие от её героев, персонаж Санаева вместо стремления к высоким идеалам дружбы и самопожертвования ищет способы насладиться «красивой жизнью», которую несёт с собой новый общественный порядок. Она положительно характеризует роман за обилие живых сцен, хорошую интонацию и незамысловатость сюжетных линий, отмечая при этом, что персонаж романа мелковат для «исповеди поколения» — вряд ли миллионы людей смогут увидеть в нём своё отражение.
Публицист Евгений Белжеларский отмечает, что вторая книга Санаева «написана не хуже первой, хотя и не отличается такими первоклассными трагикомическими диалогами». Тематику книги — проблему взросления, становления личности, проходящей особенно мучительно на фоне слома эпох — по его мнению, не удастся найти у современных подростков, начинающих взрослеть ещё в песочнице, но так и не взрослеющих до конца.
Анна Наринская сравнивает стиль произведения со школьным сочинением, не усматривая в нём ни ярких персонажей, ни стоящих конфликтов, но при этом одобряет подаваемое в романе описание атмосферы девяностых, его бытовые особенности и срез общественных настроений.
Негативно оценил произведение Дмитрий Быков, посчитав, что оно вызывает «некоторый интерес», но уступает «приквелу», не вызывая у читателя ни жалости, ни зависти, ни злости: «Автор „Плинтуса“ писал то, что думал, не особенно надеясь на читательское признание; автор-герой „Раздолбая“ старается думать и писать то, что вызовет отклик у массового читателя, — и это очень чувствуется».